# Monóvar
Monóvar (en valencien, Monòver), dénomination officielle bilingue depuis le 21 janvier 1994,, est une commune de la province d'Alicante, dans la Communauté valencienne, en Espagne. Elle est située dans la comarque du Vinalopó Mitjà et dans la zone à prédominance linguistique valencienne. Sa population s'élevait à 12 720 habitants en 2013.

## Géographie

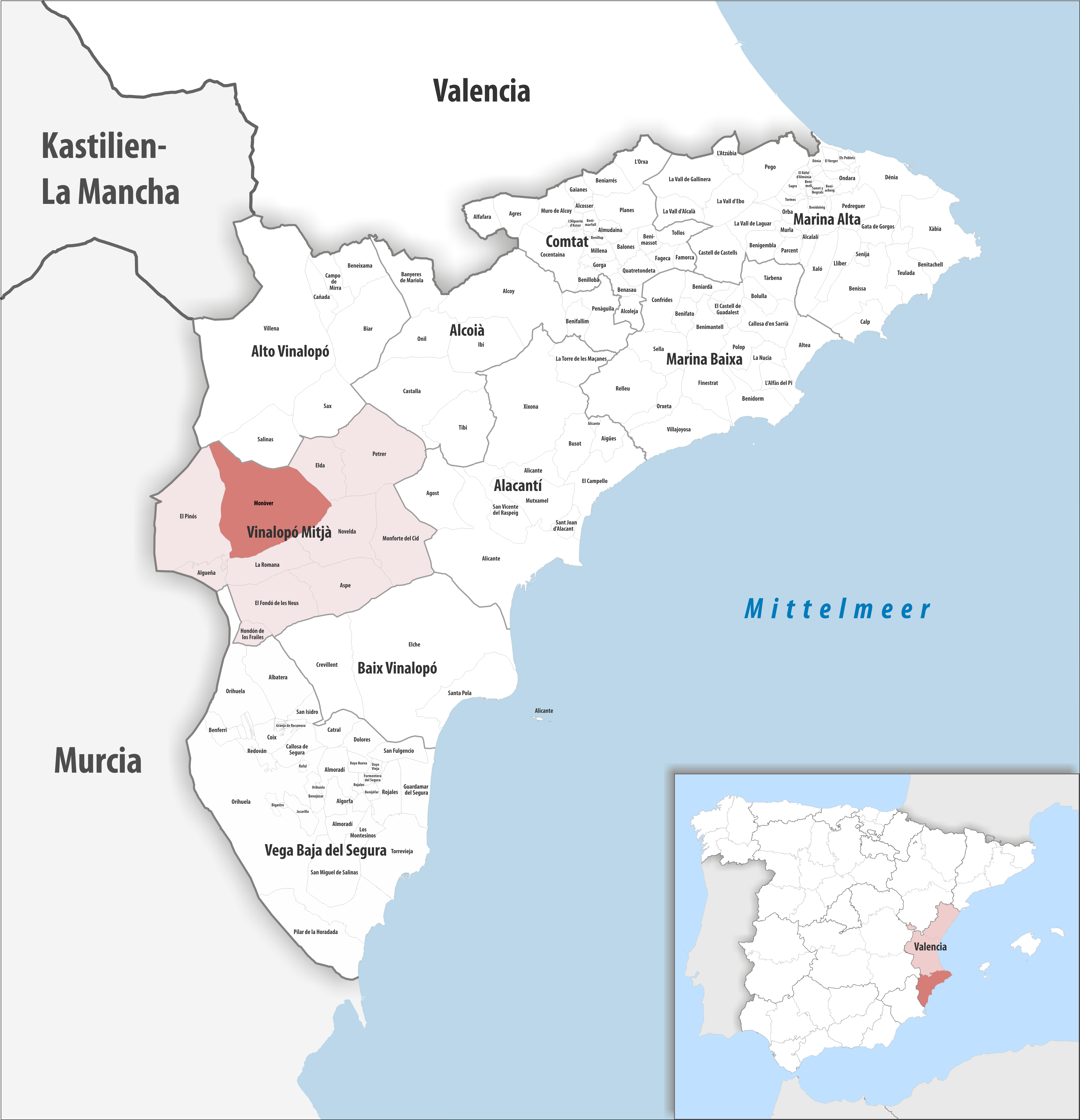
Monòver dans la comarque Vinalopó Mitjà, province d'Alicante / en région valencienne

### Localisation
La commune de Monòver se trouve dans l'ouest de la province d'Alicante et vers le nord de la comarque Vinalopó Mitjà.
Alicante est à 40 km est-sud-est ;
Madrid à 397 km nord-ouest ;
Gibraltar à 602 km sud-ouest (distances par route).

### Généralités
Monòver a un quartier de maisons troglodytes.

## Histoire

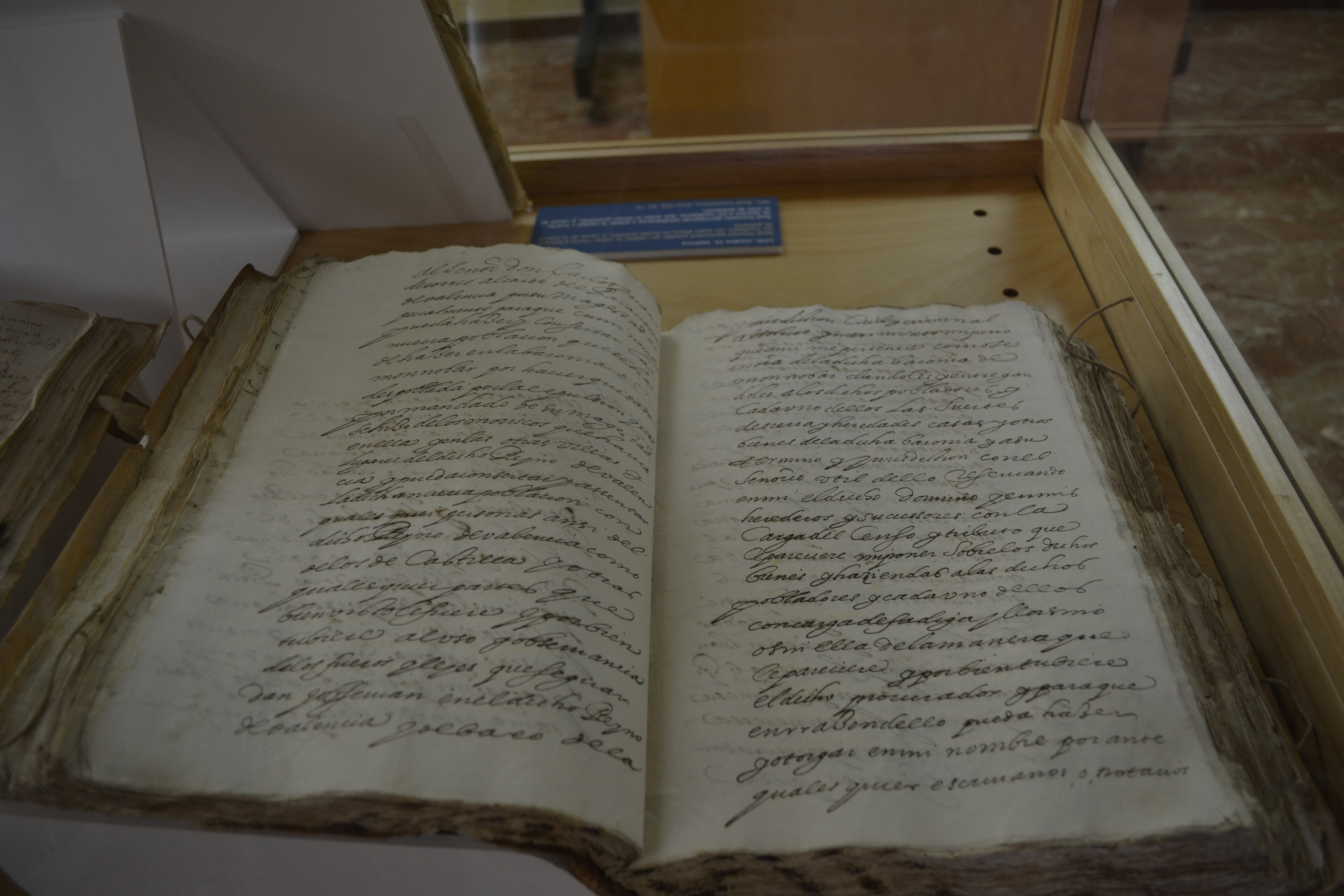
Charte de peuplement de Monóvar (1611).